# Максимець (потік)
Максимець (пол. Maksymiec) — гірський потік в Україні, у Надвірнянському районі Івано-Франківської області в Галичині. Лівий доплив Бистриці Надвірнянської (басейн Дністра).

## Опис
Довжина потоку приблизно 9,25 км, найкоротша відстань між витоком і гирлом — 6,85 км, коефіцієнт звивистості потоку — 1,35. Формується багатьма безіменними гірськими потоками. Потік тече у Східних Карпатах.

## Розташування
Бере початок на південно-східних схилах гори Гавора (1551,4 м). Спочатку тече на північний схід через урочище Середній Гронь, далі тече на південний схід  через село Максимець і впадає у річку Бистрицю Надвірнянську, праву притоку Бистриці.